# Balàfon
El balàfon és un tipus de xilòfon o idiòfon que interpreta melodies i normalment té entre 16 i 27 làmines. S'ha tocat a l'Àfrica des del segle xii d'acord amb la tradició oral. Segons la tradició girot és original de Mali.

## Història
Es creu que es van desenvolupar de manera independent dels instruments que al sud d'Àfrica i Amèrica del Sud esdevindrien el que avui dia coneixem com a marimbes. Els testimonis orals el daten, almenys, a la puixança de l'Imperi de Mali del segle xii.
"Balafó" és un nom provinent de la llengua Manding, dels Mandenkàs, de la regió del Sudan Occidental, però existeixen variacions al llarg de l'Àfrica Occidental com "balangi" (Sierra Leona), "gyilof", "dagara", "lobi" i "gurunsi" (Ghana, Burkina Faso i Costa d'Ivori). Instruments similars també es toquen a parts de l'Àfrica Central, com el "palaku" del Congo.
Les referències al balafó van, almenys, fins al segle xii. El 1352, el viatger marroquí Ibn Battuta va descriure l'existència del balafó ngoniand a la cort del governador de Mali Mansa Suleiman.
Els visitants europeus a l'Àfrica Occidental ja van descriure el balàfon el segle xvii de manera molt similar als instruments actuals. L'Atlantic Slave Trade va portar alguns intèrprets de balàfon a Amèrica. Així ho demostren les cròniques de la Virgina Gazette en la que es documenten africans-americans tocant el barrafoo el 1776, que sembla un balàfon. Tot i això, no es troben més referències d'aquest instrument a Amèrica del Nord fins a mitjans del segle xix.

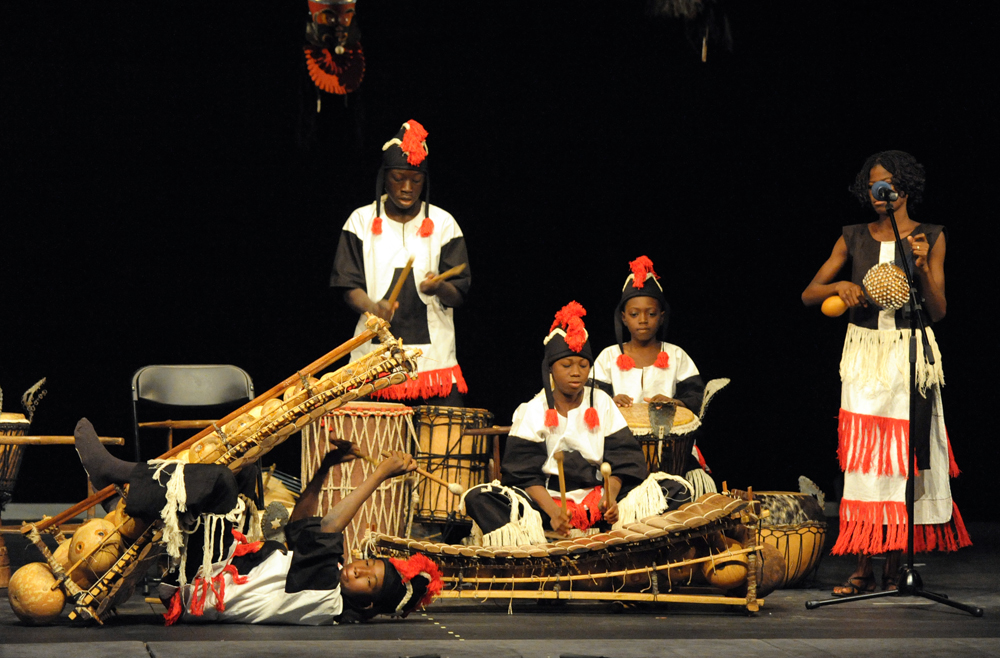
Nens de Burkina Faso tocant a Varsòvia (Polònia) durant el V Festival Cross Culture, setembre de 2009

El balàfon ha experimentat un ressorgiment des de la dècada dels 80 del segle xx, aparellat al creixement de la música d'arrel africana i la World Music. L'exponent més famós és la Rail Band, liderada per Salif Keita. A més, el seu so distintiu s'ha exportat en alguns casos a instruments occidentals. Per exemple Maninka, de l'est de Guinea, toca un tipus de música per a guitarra que adapta la manera de tocar el bàlafon.

## Construcció
Un balàfon es pot fer tant amb les làmines fixes (quan es fermen sobre un marc fix, normalment amb unes carabasses a sota com a ressonadors) o amb les làmines lliures (quan se situen lliurement sobre qualsevol superfície). El balàfon normalment té entre 17 i 21 làmines que s'afinen depenent de la cultura del músic en escales tetratòniques, pentatòniques o heptatòniques.
Tradicionalment, les làmines es construeixen de fusta béné, assecada lentament sobre una petita foguera. Llavors s'afinen rebaixant-les per la cara de sota.

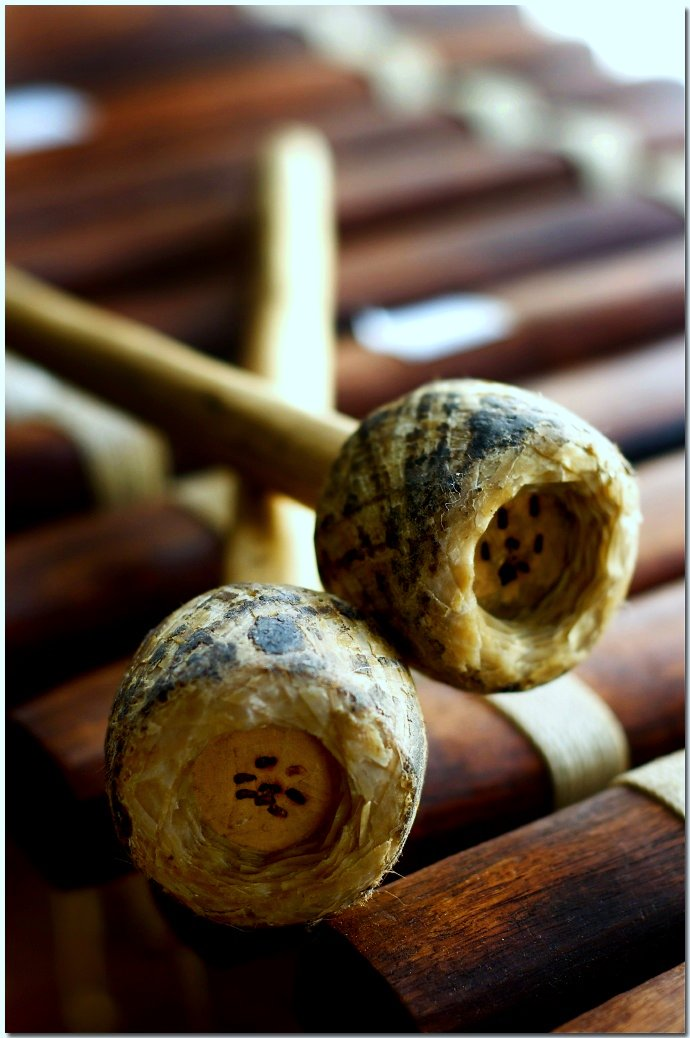
Baquetes sobre el balàfon

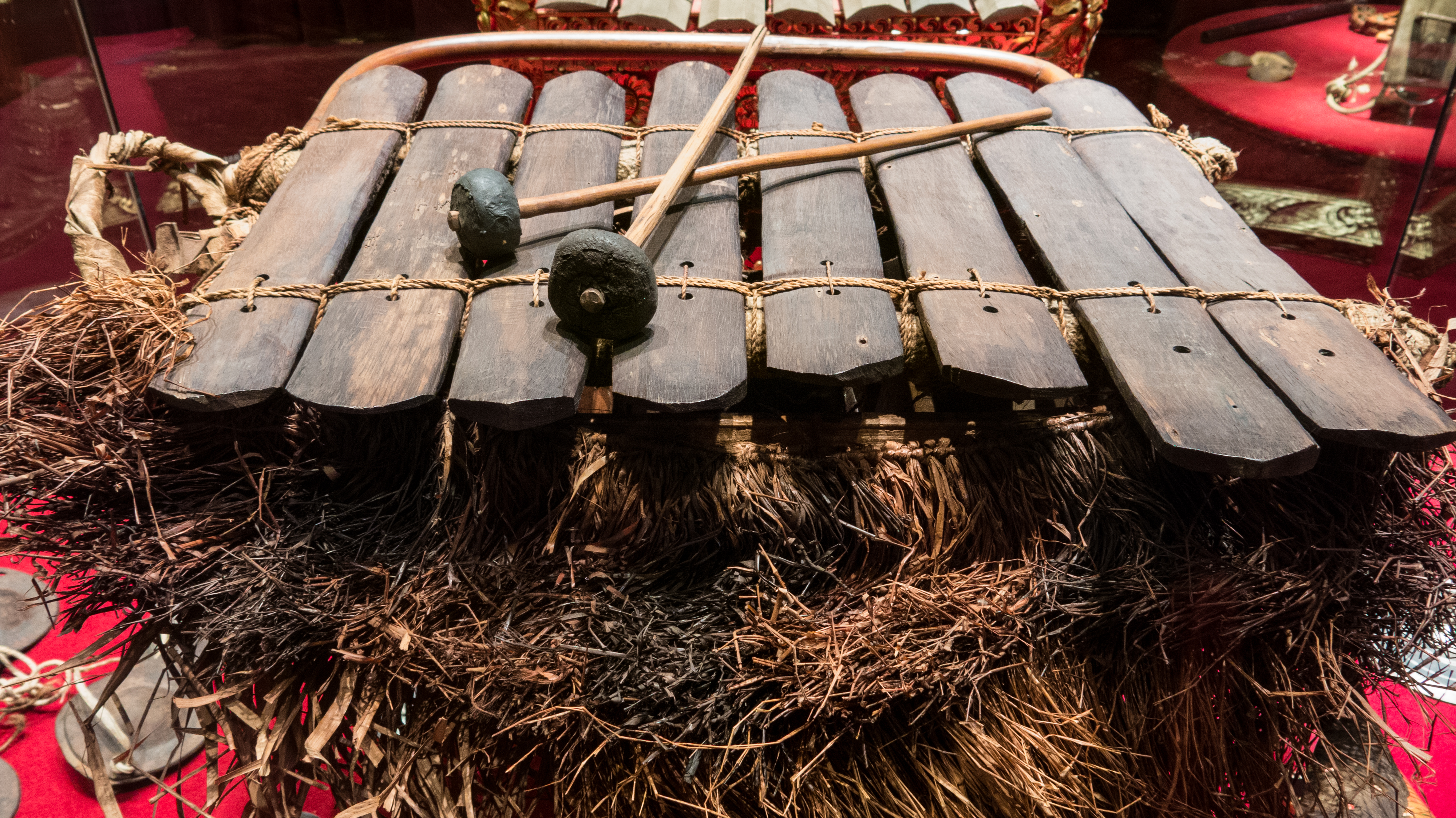
Balàfon, MDMB 655, de Guinea Equatorial, al fons del Museu de la Música de Barcelona

En un balàfon de làmines fixes, aquestes es suspenen amb tires de cuir just per sobre del marc de fusta, sota el qual hi ha suspesos els ressonadors de fusta col·locats la seva grandària. Un petit forat en cada ressonador està recobert amb una membrana tradicional provinent del filaments que formen el sac fi on les aranyes dipositen els seus ous (tot i això, avui dia és més habitual que siguin de paper de cigar o de film de plàstic) per produir el so característic de brunzit nasal de l'instrument. Aquest, normalment, es toca amb dues maces de goma, mentre s'està assegut en una banqueta baixa.